# 차이니즈 퍼즐
차이니즈 퍼즐(Casse-Tete Chinois, Chinese Puzzle)은 벨기에에서 제작된 세드릭 클라피쉬 감독의 2013년 코미디, 드라마, 멜로/로맨스 영화이다. 로망 뒤리스 등이 주연으로 출연하였다.

## 출연

### 주연
- 로망 뒤리스
- 오드리 토투
- 세실 드 프랑스
- 켈리 라일리

### 조연
- 샌드린 홀트
- 브누와 쟉꼬
- 카이안 코잔디
- 요헨 해겔

## 제작진
- 믹싱: 시릴 홀츠
- 믹싱: 데미안 라제리니